# يهود خيبر
خيبر هي مدينة في الحجاز وكان أهلها يهوداً، تشمل على سبعة حصون ومزارع كثيرة وكانت تعرف بكثرة النخل حتى قال ضرار المري ((فانك واستبضاعك الشعر نحونا كمستبضع تمراً إلى أرض خيبرا)).
وقد زعم بعض الإخباريين إن خيبر لفظة عبرانية، وأن معناها الحصن في عربيتنا، وزعم بعض آخر إلى أنه نسبة إلى رجل يهودي اسمه خيبر بن فاتية بن مهلائيل، سميت خيبر باسمه لأنه كان أول من نزلها، وذهب المستشرق الألماني اليهودي فايل بأن خيبر لفظة عبرانية، وهي بمعنى مجموعة مستوطنات، ووفق الرحال بنيامين التطيلي فإن تعداد نفوس خيبر بلغ خمسون ألف نسمة، أما المقاتلين فعشرة آلاف، وكانت إمارة يهودية مستقلة

## هجرةاليهودإلى خيبر
لا يعرف على وجه الدقة متى كانت هجرة اليهود إلى خيبر، فيذكر ابن الوردي بأن الهجرة حصلت في أيام النبي موسى في حين يذكر ابن خلدون بأن الهجرة حصلت في أيام النبي داود ويذكر دوزي بأن الهجرة حصلت أيام السبي البابلي ويذكر الرحال بنيامين بأن الهجرة حصلت أيام الملك الآشوري شلمناصر ويذكر برهان الدين دلو ومارجوليز بأن الهجرة حصلت في القرن الميلادي الأول بعد الغزو الروماني، ويذكر البستاني بأن هجرة اليهود إلى جزيرة العرب بما فيها خيبر حصلت على دفعات متتابعة في أزمان مختلفة.

## أصل يهود خيبر
ذكر المؤرخون كابن الوردي وبرهان الدين دلو وولفنسون ومارجوليز بأن يهود خيبر هم من بني إسرائيل، فقد ذكر ابن خلدون بأنهم من سبط يهوذا وذكر دوزي بأنهم من ذرية شفطيا بن مهليئيل من سبط يهوذا وذكر الحلبي بأن من يهود خيبر حي من ذرية النبي هارون من سبط لاوي والمعروفون باسم الكاهونيم، وذكر الرحال بنيامين التطيلي بأن يهود خيبر هم من بقايا سبط رأوبين وسبط جاد وسبط منسى بن يوسف، وذكر ابن خلدون بأن النبي داود استقر في خيبر لسبع سنوات ثم عاد مرة أخرى إلى أورشليم

## إسهامات يهود خيبر
يذكر المؤرخ ولفنسون بأن اليهود أدخلوا إلى بلاد العرب أنواع جديدة من النباتات، كما أدخلوا طرقاً جديدة في الحراثة كما أدخلوا تقنية حفر الآبار العميقة مما جعل أراضيهم الأكثر خصوبة في بلاد العرب، وذكر بطرس البستاني أن خيبر كان يحمل منها الثمر إلى الآفاق.كما أقام يهود الحجاز الحصون و الآطام على قمم الجبال ليتحصنوا بها في أوقات الحروب حين يغزوهم الأعراب (البدو) الطامعون في أموالهم و حاصلاتهم الزراعية و من هذه الحصون التي أقامها اليهود في بلاد الحجاز حصن الأبلق بتيماء للسموأل بن عاديا و حصن القموص بخيبر لإبن أبي الحقيق و حصن السلالم و ناعم و النطيح و غيرها من الحصون المنيعة

## أوصاف يهود خيبر
كان اليهود في جزيرة العرب عموماً يشبهون العرب في أحوالهم إذ يقول ولفنسون ((ولا أعلم في تاريخ اليهود القديم إقليماً تأثر فيه اليهود بأخلاق وعادات وتقاليد أبنائه إلى هذا الحد سوى إقليم الجزيرة العربية)).، ولم تكن الاختلافات بين اليهود والعرب سوى في بعض الأمور فمثلاً يقول المؤرخ جواد علي ((وقد اختلف يهود جزيرة العرب عن الجاهليين في الأمور التي حرمتها شريعتهم عليهم في مثل المأكولات، كما اختلفوا عنهم في عبادتهم وفي اعتقادهم بوجود إله واحد، هو «إله إسرائيل»، وفي أمور عقائدية أخرى، واختلفوا عنهم في بعض العادات والمظاهر الخارجية، فكان اليهود مثلا يسدلون شعورهم، أما المشركون فكانوا يفرقون رءوسهم.))
ولم ينقل عن أحوال يهود خيبر سوى القليل ومع ذلك يمكن أن نتعرف على أوصافهم من خلالها فقد كان يهود خيبر يتصفون بالكرم وحسن الضيافة إذ يقول شاعرهم السموءَل بن عادياء ((وما أخمدت نار لنا دون طارق ولا ذمنا في النازلين نزيل)) وينقل ولفنسون عن أحد العرب قوله ((كانت عادتنا أن نخرج في الجاهلية أثناء القحط من يثرب إلى جهات خيبر وفدك حيث كنا نجد عند اليهود الثمار الوافرة والأموال الكثيرة وحيث كنا نقابل منهم بالحفاوة والإكرام))، كما أنهم كانت لهم جلالة وسؤدد بين العرب فيقول شاعرهم ((وننكر إن شئنا على الناس قولهم ولا ينكرون القول حين نقول))، وعرف عنهم الشجاعة إذ يقول شاعرهم ((يقرب حب الموت آجالنا لنا وتكرهه آجالهم فتطول))، ويقول المؤرخ جواد علي ((وقد اشتهر يهود خيبر من بين سائر يهود الحجاز بشجاعتهم))، كما عرف عنهم بأنهم محاربون لهم باع في الحرب وفنونه، يقول المؤرخ محمد رضا ((كان يهود خيبر رجالاً محاربين))، ويقول ولفنسون ((وكان رجالها مدربين قد مارسوا القتال والنضال وكانوا أصحاب سلاح كثير)) ويقول شاعرهم ((وأيامنا مشهورة في عدونا لها غرر معلومة وحجول))، وكان يهود خيبر يتفاخرون بشرف نسبهم المتصل بالأنبياء فيقول شاعرهم ((علونا إلى خير الظهور وحطنا لوقت إلى خير البطون نزول)) ويقول الفخر الرازي ((وَبَعْضُهُمْ كَانُوا يَقُولُونَ: إِنَّ آبَاءَنَا كَانُوا أَنْبِيَاءَ فَيَشْفَعُونَ لَنَا.))

## موقف يهود خيبر من الإسلام
لم يكن يهود خيبر على رأي واحد حول موقفهم من الإسلام، فكان البعض منهم يرغب في إقامة علاقات جيدة مع المسلمين والتحالف معهم في حين كان البعض يتوجس من المسلمين ويتخذ موقفاً عدائياً، يقول المؤرخ ولفنسون ((وقد يدل هذا على صحة ما رواه الواقدي من أن بعض زعماء خيبر لم يوافقوا على رأي سلام بن مشكم من محاربة المسلمين وأن اليسير بن رزام قد خرج فعلاً مع عبد الله بن رواحه يقصد المدينة ليدخل في حلف مع الرسول ليمحو من قلوب الأنصار الاستياء من اشتراك بعض زعماء خيبر والنضير في يوم الخندق)) وكان التوجه العام لغالبية اليهود هو الابتعاد عن النزاعات، يقول جواد علي ((ولم يكن من مصلحة اليهود، وهم أهل زرع وضرع ومال وتجارة وأرض ثابتة وقصور وآطام، أن يشتركوا في الحروب أو يشجعوا وقوعها في ديارهم وفي جوارهم، بل كان من مصلحتهم أن يعم الاستقرار البلاد التي يقيمون فيها، ليعيشوا عيشة هنيئة، وليبيعوا ما عندهم من الأعراب وليشتروا منهم ما عندهم من سلع وليقبضوا أموالهم منهم والأرباح التي استحقت على تلك الأموال.))

## الجلاء من خيبر
في عهد الخليفة عمر بن الخطاب تم إجلاء اليهود من خيبر ونجران عام ٢٠ هجريا فذهب البعض منهم إلى العراق والبعض الآخر إلى الشام والبعض الآخر إلى مصر وقد بقوا في كل هذه المواضع متعصبين لوطنهم القديم خيبر، وكان سبب الإجلاء هو حديث النبي  عَنْ عُبَيْدِ اللهِ بْنِ عَبْدِ اللهِ بْنِ عُتْبَةَ، قَالَ: بَلَغَ عُمَرُ رَضِيَ اللهُ عَنْهُ أَنّ رَسُولَ اللهِ صَلَّى اللَّهُ عَلَيْهِ وَسَلَّمَ قَالَ فِي مَرَضِهِ الّذِي تُوُفّيَ فِيهِ: «لَا يَجْتَمِعُ بِجَزِيرَةِ الْعَرَبِ دِينَان».
*ويقال لأحتقارهم للمنتجات الزراعية بعام الرمادة ١٨ هجريا
*ويقال لأستخدامهم لأعمال السحر والشعوذة ضد المسلمين.